# NGC 116
NGC 116 este o galaxie lenticulară situată în constelația Balena. A fost descoperită în anul 1865 de către Gaspare Ferrari.